# Пап Ндіайє
Пап Ндіайє (фр. Pap Ndiaye, при народженні Папа Н'діайє (фр. Papa N'diaye; нар. 25 жовтня 1965, Антоні) — французький історик і політик, міністр національної освіти та у справах молоді (2022—2023).

## Біографія
Народився 25 жовтня 1965 року в Антоні (О де Сен), старший брат романістки, лауреатки Гонкурівської премії Марі Ндіай. Батько — уродженець Сенегалу, мати — француженка.
Закінчив ліцей Лаканаля в Со (О де Сен) і паризький Ліцей Генріха IV, отримав ступінь агресії з історії у Вищій нормальній школі Фонтене-Сен Клу, викладав у Вищій школі соціальних наук (EHESS). У 1991—1997 роках жив у США, де збирав матеріали для своєї роботи про корпорацію DuPont і приєднався до асоціації чорношкірих студентів, знайшовши інтерес до осмислення свого африканського коріння. Після повернення до Франції зробив становище меншин головною темою своїх досліджень, у 2004 році став співзасновником Кола дій за просування різноманітності у Франції. З 1998 до 2013 року був доцентом EHESS, працюючи в Центрі північноамериканських досліджень при ній. Викладав в університеті Пенсільванії, був запрошеним професором у Північно-Західному університеті та університеті Нью-Йорка[5].
Під час президентської кампанії 2012 року публічно підтримував кандидатуру соціаліста Франсуа Олланда.
1 березня 2021 року призначений директором Музею імміграції у Палаці Порт-Доре.
20 травня 2022 року отримав портфель міністра національної освіти та у справах молоді при формуванні уряду Борн.
4 липня 2022 року зберіг свою посаду у новому уряді Борн.
9 грудня 2022 року, у «день лаїцизму» (він відзначається у школах з 2015 року) Ндьяй оприлюднив статистику порушення принципів секуляризму у системі середньої загальної освіти Франції: 313 випадків у вересні, 720 у жовтні та 353 у листопаді. 16 % інцидентів припадає на школи першого ступеня, 48 % — на колежі та 36 % — на ліцеї. Найпоширеніший вид порушень (39 % із загальної кількості) — носіння релігійних знаків та одягу.
20 липня 2023 року в уряді відбулися кадрові перестановки, внаслідок яких Ндьяй був виведений із його складу, а його крісло зайняв Габріель Атталь.